# Jad Mager
Jad Mager, född 26 februari 1969 i New York, är en amerikansk skådespelare, bland annat känd för filmerna Mysteriet von Bülow, The Doors och The Way of Dale. Han har även gjort roller i TV-serier som Prison Break, Star Trek: Voyager och Beach Boys: An American Family.

## Filmografi i urval
- 1990 - Mysteriet von Bülow
- 1991 - The Doors
- 1992 - Covington Cross (gästroll i TV-serie)
- 1997 - Big City Blues
- 1998-2000 - Star Trek: Voyager (TV-serie)
- 2000 - Beach Boys: An American Family (TV-miniserie)
- 2001 - Wooly Boys
- 2004 - The Way of Dale
- 2008 - Prison Break (gästroll i TV-serie)
- 2012 - Falling Away
- 2015 - The Morning After